# Hoplogrammicosum cinnamomeum
Hoplogrammicosum cinnamomeum är en skalbaggsart som beskrevs av Pierre Émile Gounelle 1913. Hoplogrammicosum cinnamomeum ingår i släktet Hoplogrammicosum och familjen långhorningar. Inga underarter finns listade i Catalogue of Life.